# هیوئندن ولی
هیوئندن ولی (به انگلیسی: Hughenden Valley) یک روستا در بریتانیا است که در باکینگهام‌شر واقع شده‌است. هیوئندن ولی ۸٬۵۰۶ نفر جمعیت دارد.